# Anne Dorte af Rosenborg
Hendes Excellence (H.E.) Anne Dorte grevinde af Rosenborg (født Anne Dorte Maltoft-Nielsen 3. oktober 1947 i København, død 2. januar 2014 i Gentofte) var en dansk grevinde. Hun var gift med Dronning Margrethes fætter, Prins Christian, senere Greve Christian af Rosenborg, indtil dennes død i 2013. Hun boede i Damebygningen på Sorgenfri Slot.

## Børn og børnebørn
Anne Dorte giftede sig med Prins Christian til Danmark i Lyngby den 27. februar 1971.
Herefter med titler som Hans Excellence Greve Christian af Rosenborg & hendes Excellence Grevinde Anne Dorte af Rosenborg fik tre døtre:
- Josephine Caroline Elisabeth af Rosenborg (født 29. oktober 1972 som komtesse af Rosenborg). Gift 1998 med Thomas Christian Schmidt. Børn:
  - Julius Christian Emil af Rosenborg (født 2001)
  - Clara Dorte Elisabeth af Rosenborg (født 2004)
- Komtesse Camilla Alexandrine Kristine af Rosenborg (født 29. oktober 1972) Komtesse Camilla Alexandrine Kristine af Rosenborg giftede sig 20. maj 1995 med Mikael John Rosanes i Søllerød kirke, senere skilt. Giftede sig 25. august 2018 i Lyngby Kirke med kokken Ivan Ottesen.[3] Børn:
  - Anastasia Caroline Amalie af Rosenborg (født 1997)
  - Ludwig Christian Mikael af Rosenborg (født 2000)
  - Leopold Christian Ingolf af Rosenborg (født 2005)
  - Theodor Christian Emanuel af Rosenborg (født 2008)
- Feodora Mathilde Helena af Rosenborg (født 27. februar 1975 som komtesse af Rosenborg). Gift 2004 med Eric Hervé Patrice Patte (skilt 2005, ingen børn). Gift 2008 med Morten Rønnow. Børn:
  - Caroline-Mathilde Margrethe af Rosenborg (født 2009)

Grevinde Anne Dortes tre døtre (Josephine, Camilla og Feodora) har alle tre giftet sig og har derfor formelt mistet deres komtessetiter som de er født med . Samtidig er grevindens nuværende svigersønner borgerlige, og derfor har grevinde Anne Dortes børnebørn ingen titler.

## Anetavle
| P                                                                           | I                                                                               | II                                 |
| --------------------------------------------------------------------------- | ------------------------------------------------------------------------------- | ---------------------------------- |
| Proband: Anne Dorte grevinde af Rosenborg (født Anne Dorte Maltoft-Nielsen) | Far: Villy Edgar Vilhelm Maltoft-Nielsen                                        | Farfar: Karl Peter Vilhelm Nielsen |
| Proband: Anne Dorte grevinde af Rosenborg (født Anne Dorte Maltoft-Nielsen) | Far: Villy Edgar Vilhelm Maltoft-Nielsen                                        | Farmor: Anne Elisabeth Olsen       |
| Proband: Anne Dorte grevinde af Rosenborg (født Anne Dorte Maltoft-Nielsen) | Mor: Bodil Marie Elisabeth Maltoft-Nielsen (født Bodil Marie Elisabeth Maltoft) | Morfar:                            |
| Proband: Anne Dorte grevinde af Rosenborg (født Anne Dorte Maltoft-Nielsen) | Mor: Bodil Marie Elisabeth Maltoft-Nielsen (født Bodil Marie Elisabeth Maltoft) | Mormor:                            |